# 默里·劳伦斯
默里·劳伦斯（英語：Murray Lawrence，？—），新西兰男子赛艇运动员。他曾代表新西兰参加1962年大英帝国和英联邦运动会赛艇比赛，获得男子双人单桨无舵手银牌。